# Gunnar Nu Hansens Plads
 Der er for få eller ingen kildehenvisninger i denne artikel, hvilket er et problem. Du kan hjælpe ved at angive troværdige kilder til de påstande, som fremføres i artiklen.

Gunnar Nu Hansens Plads er en plads og en ca. 200 meter lang gade på Østerbro i København. Selve pladsen ligger ud mod Østerbrogade, men mod vest fortsætter den langs Øbro-Hallen, Idrætshuset og tennishallerne, så det reelt mere er en gade end en plads. Her ligger bl.a. Sparta Hallen, Sparta Atletik og Motions lokaler, Østerbro Stadion med Københavns Idræts Forenings lokaler, dele af Boldklubben Skjold og et idrætsfritidshjem. Det er faktisk en ret bred vej, hvilket man ikke bemærker, da den midterste del af gaden er inddraget til parkering.
Fra pladsen er der adgang til Østerfælled Torv, der er et område med butikker og boliger indrettet på den tidligere Gardehusarkasernens område. De to pladser er afgrænset af kasernens gamle indgangsport men hænger i øvrigt sammen.

## Historie og bebyggelse
Pladsen hed oprindeligt Idrætsalléen. Navnet blev ændret til Staunings Plads (Thorvald Stauning boede i Kanslergade, lige i nærheden) i 1942 – dvs. midt under besættelsen. I 1981 blev navnet dog strøget, og Staunings Plads blev i stedet til en plads i Indre By. Fra 1981 til 1993 hed pladsen Ved Idrætsparken. Sit nuværende navn fik pladsen i 1993 efter sportsjournalisten Gunnar "Nu" Hansen, der var død året inden. Den populære radiojournalist blev berømt, da han i 1930'erne og frem kommenterede sportskampe (bl.a. fra den nærliggende Idrætsparken), hvor han fik sit kælenavn ”Nu” efter hans karakteristiske "Nu, nu, nu scorer han!" Gunnar "Nu" Hansen boede i øvrigt selv lige i nærheden, på Østerbrogade 129.
Idrætten har altid betydet meget for denne del af Østerbro. Allerede i 1870'erne blev de første fodboldkampe spillet på fællederne. I 1893 rykkede idrætten så mere officielt ind på Øster Fælled, da Boldklubben af 1893 (B93) lejede seks tønder land til fodboldbaner.
Danmarks første svømmehal, Øbro Hallen, blev indviet på Østerbro i 1930. Det skete den 1. april, og blandt gæsterne var statsminister Thorvald Stauning og Christian 10. Bygningen er opført i neoklassicistisk stil med søjler og smukke stengulve ved arkitekterne Wittmaack og Hvalsøe. Over facadens portaler sidder en nøgen kvinde og en nøgen mand, hugget i sandsten af billedhuggeren Axel Poulsen.
Ved Klosterfælleden står der en statue: To løver er fra 1905, udført af Lauritz Jensen, og stod oprindeligt på den nuværende Israels Plads. En anden forestillende sportskommentatoren Gunnar Nu Hansen, som officielt hedder ”Sportschefen” står midt i mod svømmehallen. Det er en ret vellignende buste af ham i en karakteristisk situation, hvor han holder en mikrofon, iført halstørklæde og skælmsk smil. Skulpturen er skænket af Gunnar Nu Fonden og Se og Hør. Den er cirka 2½ m. høj.
Gardehusarkasernen – eller blot Husarkasernen – blev opført i 1896-98. Det vil sige samtidig med Ingeniørkasernen lidt længere ude på Østerbro. Da husarene flyttede til Næstved i 1939 blev den omdøbt til Østerbrogades Kaserne. De stilfulde bygninger er tegnet af arkitekt Eugen Jørgensen som et symmetrisk anlæg i palæstil, så de fremtræder med en stram militær karakter. Hovedindgangen har to symmetriske portbygninger.
Den tidligere Østerbro Kaserne blev købt af Børne- og Ungdomspædagogernes Landsorganisation, BUPL 1993 og er nu omdannet til boliger og butikker omkring pladsen Østerfælled Torv. Der er også blevet plads til flere kulturinstitutioner, bl.a. teatrene Kanonhallen, Krudttønden og Dansescenen, der holder til i de tidligere ridehaller mv. Mange af kasernens brugsbygninger blev dog revet ned.
Der ligger også en café, en blomsterforretning og en autoservice. Der er parkering under pladsen. Desuden er der i de gamle portnerboliger til kasernen indrettet en sushi- og en bagelrestaurant. De to portnerboliger er daterede 1898 og 1896. I den ene var der vagtlokale, i den anden arrest.
Den meget rigt dekoreret indgangsport er restaureret for nylig, inkl. de originale gaslygter, der kom retur til kasernebygningen for få år siden. Læg mærke til at porten er så høj at en rytter skal kunne ride under den, uden at sænke sin fane.

## Nævneværdige bygninger i gaden
- Nr. 1-3: Øbro Hallen (1926-30 af Wittmaack og Hvalsøe)
- Nr. 3A: Københavns Idræts Forenings lokaler
- Nr. 5: Ø79s træningssal
- Nr. 7: Idrætshuset og Østerbro Stadion. Opført ved Søren Lemche i 1914 og brugt til større indendørs idrætsbegivenheder, fredet af Kulturarvsstyrelsen 2009. Bygningen har også været anvendt til politiske møder, og bl.a. har kommunisten Lev Trotskij talt her. Udvendigt er murstenene flere steder dekoreret med motiver fra idrættens verden. Bygningen blev fredet 2009.
- Nr. 9: Café Stafetten, også fra 1914, hører til Idrætshuset og blev opført som udskænkningssted for idrætsudøverne. En tekst på bygningen fortæller, at den blev benyttet af de største danske sportspersonligheder, men under 2. verdenskrig var stedet mest kendt for at gemme modstandsfolk i kælderen. Det tog en kunstmaler[hvem?] næsten 19 måneder at male de mange forskellige detaljer på den indendørs udsmykning.
- Nr. 11: Sparta Atletiks kolaler og Sparta Hallen (Den gamle B93 tennishal), opført 1912, ligeledes ved Søren Lemche og blev ligeledes fredet 2009.
- Nr. 2: Cafe Kapers og AutoPartner
- Nr. 2-4: Kronows Autoservice
- Nr. 8: Blomster Bjarne
- Nr. 10: Trafiklegepladsen i Fælledparken
- (uden nr.) Den tidligere Østerfælled Kaserne (1896-98 ved Eugen Jørgensen), nu ombygget til Østerfælled Torv med boliger og butikker.